# 1047
Початок Високого Середньовіччя  •  Епоха вікінгів  •  Золота доба ісламу  •  Реконкіста  •  Київська Русь

## Геополітична ситуація
Візантію очолює Костянтин IX Мономах. Генріх III править Священною Римською імперією, а Генріх I є королем Західного Франкського королівства.
Апеннінський півострів розділений між численними державами: північ належить Священній Римській імперії, середню частину займає Папська область, на південь від Римської області лежать невеликі незалежні герцогства, південна частина півострова належить частково Візантії, а частково окупована норманами. Південь Піренейського півострова займають численні емірати, що утворилися після розпаду Кордовського халіфату. Північну частину півострова займають християнські Кастилія, Леон (Астурія, Галісія), Наварра, Арагон та Барселона. Едвард Сповідник править Англією, Гаральд III Суворий став королем Норвегії, а Свейн II Данський — Данії.
У Київській Русі княжить Ярослав Мудрий. Королем Польщі є Казимир I Відновитель. У Хорватії править Степан I. На чолі королівства Угорщина стоїть Андраш I.
Аббасидський халіфат очолює аль-Каїм, в Єгипті владу утримують Фатіміди, в Магрибі — Зіріди, почалося піднесення Альморавідів, в Середній Азії правлять Караханіди, Хорасан окупували сельджуки, а Газневіди захопили частину Індії. У Китаї продовжується правління династії Сун. Значними державами Індії є Пала, Чола. В Японії триває період Хей'ан.

## Події
- Польський король Казимир I Відновитель з допомогою Ярослава Мудрого здолав Мецлава і відновив своє правління в Мазовії.
- У Візантії полководець Лев Торнікій підняв бунт і проголосив себе імператором. Він взяв в облогу Константинополь, але чинний імператор Костянтин IX Мономах дав йому відсіч.
- Після смерті Магнуса I Норвезького королем Норвегії став Гаральд III Суворий, а королем Данії Свейн II Данський.
- У битві в долині Дюн герцог Нормандії Вільгельм із допомогою французького короля Генріха I переміг нормандських феодалів.
- Після смерті папи римського Климента II папську тіару захопив Бенедикт IX, ставши понтифіком утретє.
- Перша згадка про Собор Фабріано.
- Перша згадка про кафедральний собор Сент-Обен.
- В Ємені править династія Сулайхідів.